# 拉塞爾 (麻薩諸塞州普查規定居民點)
拉塞爾（英語：Russell）是位於美國麻薩諸塞州漢登縣的一個普查規定居民點。

## 人口
根據2020年美國人口普查的數據，拉塞爾的面積為6.07平方千米，當中陸地面積為5.96平方千米，而水域面積為0.11平方千米。當地共有人口690人，而人口密度為每平方千米113.67人。